# Maison canoniale de Saint-Gatien
La maison canoniale de Saint-Gatien est un hôtel particulier situé à Tours dans le Vieux-Tours, au 6 rue de la Psalette. Le monument fait l’objet d’une inscription au titre des monuments historiques depuis 1946 .